# Timbuka granadensis
Timbuka granadensis is een spinnensoort in de taxonomische indeling van de buisspinnen (Anyphaenidae).
Het dier behoort tot het geslacht Timbuka. De wetenschappelijke naam van de soort werd voor het eerst geldig gepubliceerd in 1879 door Eugen von Keyserling.